# Mittenpunkt
Mittenpunkt (beseda izvira iz nemške besede Mittenpunkt, ki pomeni srednjo točko, ne zamenjujmo je z Mittelpunkt) je ena izmed znamenitih točk trikotnika. Točka je definirana v trikotniku in je invarianta pod Evklidskimi transformacijami trikotnika. Je definirana kot simedianska točka pričrtanega kroga danega trikotnika. V Encyclopedia of Triangle Centers je označena z {\displaystyle X_{9}}.
Definirana je tudi kot težišče Mandartove elipse danega trikotnika.
| Mittenpunkt ({\displaystyle X_{9}}) | Mittenpunkt ({\displaystyle X_{9}}) |
| ----------------------------------- | --- |
| trilinearni koordinatni sistem      | {\displaystyle (b+c-a)\,:\,(c+a-b)\,:\,(a+b-c)} {\displaystyle =\,\cot {\frac {\alpha }{2}}\,:\,\cot {\frac {\beta }{2}}\,:\,\cot {\frac {\gamma }{2}}} |
| težiščni koordinatni sistem         | {\displaystyle a(b+c-a)\,:\,b(c+a-b)\,:\,c(a+b-c)} |